# I. Dmitrij moszkvai nagyfejedelem
Szent Dmitrij Ivanovics vagy Doni Dmitrij (oroszul: Дми́трий Ива́нович Донско́й), (1350. október 12. – 1389. május 19.) moszkvai nagyfejedelem 1359-től, vlagyimiri nagyfejedelem 1362-től haláláig. A kulikovói csatában győzelmet aratott az orosz földeket 1240-ben leigázó mongolok fölött.

## Élete
Mindössze 9 éves volt, amikor édesapja II. Iván után ő lett a moszkvai nagyfejedelem. Három évvel később meggyőzte hűbérurát, az Arany Horda nagykánját, hogy őrá ruházza át a vlagyimiri nagyfejedelmi címet, amelyet 1328-tól 1359-ig a moszkvai nagyfejedelmek viseltek.
A moszkvai fejedelemség területének növelésével is erősítette helyzetét; leigázta a rosztovi és rjazanyi fejedelemséget, megfosztotta trónjától a halicsi és a sztarodubi fejedelmet. Az Arany Horda belvillongásait kihasználva beszüntette az adófizetést, és ellenállásra buzdította az orosz fejedelmeket a mongol betörések ellen. 1378-ban a Vozsa folyónál az oroszok megverték a Horda egyik hadseregét.
Mamaj emír, az Arany Horda nyugati szárnyának tényleges vezetője ezután katonai szövetségben egyesítette a szomszédos uralkodókat az oroszok leigázására. Dmitrij a Don folyónál, a kulikovói csatában ütközött meg a mongolokkal 1380. szeptember 8-án, és megfutamította Mamaj hadait; ezért a győzelméért kapta a Doni ("Donszkoj") megtisztelő jelzőt. Országát azonban hamarosan ismét elfoglalták a mongolok, miután 1381-ben Toktamis kán elűzte Mamajt, 1382-ben kifosztotta Moszkvát, és helyreállította az orosz földeken a mongol uralmat.